# Pula Golf Club
De Pula Golf Club is een golfclub op Mallorca. De golfbaan ligt bij Son Servera, in het oosten van Mallorca.
Pula werd in 1995 opgericht en is het eigendom van Romeo Sala Massanet. De club had vanaf het begin een 18 holesbaan, waarvan José María Olazabal in 2004, 2005 en 2006 steeds zes holes veranderde. De par is 72 voor amateurs en 70 vanaf de backtees. Het clubhuis bevindt zich in een in 1997 gerenoveerde boerderij uit de 16de eeuw.

## Toernooien
Regelmatig worden op Pula internationale toernooien gespeeld o.a.:
- 2de toernooi van de Johan Cruyff Foundation in 1996
- Skins Game met Olazabal, Emanuele Canonica, Justin Rose en Martin Kaymer in 2002
- Mallorca Classic van 2003-2007
- Open Cala Millor Mallorca in 2010.

#### Scorekaart
Toernooien van de Europese PGA Tour worden vanaf de backtees gespeeld, De scorekaart is dan als volgt:
| Hole   | 1   | 2   | 3   | 4   | 5   | 6   | 7   | 8   | 9   | 10  | 11  | 12  | 13  | 14  | 15  | 16  | 17  | 18  | Totaal |
| ------ | --- | --- | --- | --- | --- | --- | --- | --- | --- | --- | --- | --- | --- | --- | --- | --- | --- | --- | ------ |
| Meters | 390 | 161 | 378 | 363 | 325 | 500 | 390 | 201 | 450 | 522 | 281 | 424 | 161 | 358 | 407 | 404 | 362 | 186 | 6305   |
| Yards  | 427 | 179 | 413 | 397 | 355 | 547 | 427 | 220 | 492 | 571 | 307 | 464 | 176 | 392 | 445 | 442 | 396 | 203 | 6808   |
| Par    | 4   | 3   | 4   | 4   | 4   | 5   | 4   | 3   | 4   | 5   | 4   | 4   | 3   | 4   | 4   | 4   | 4   | 3   | 70     |